# Joseph (Fürstenberg-Stühlingen)

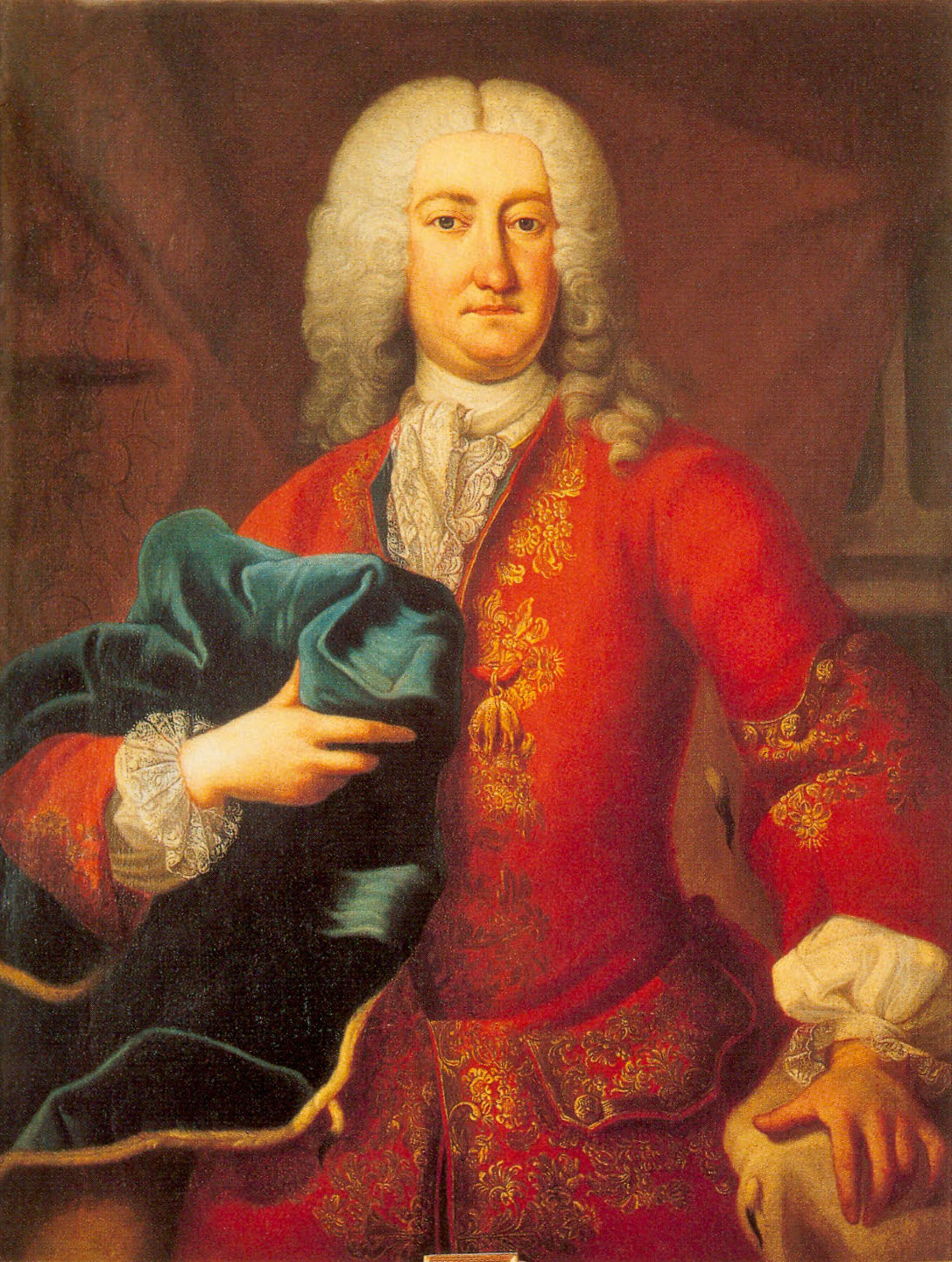
Joseph Wilhelm Ernst Fürst zu Fürstenberg

Joseph Wilhelm Ernst zu Fürstenberg-Stühlingen (* 13. April 1699 in Augsburg; † 29. April 1762 in Wien) war von 1744 bis 1762 der fünfte regierende Fürst zu Fürstenberg und von 1735 bis 1740 sowie 1742 bis 1748 kaiserlicher Prinzipalkommissar am Immerwährenden Reichstag zu Regensburg.

## Leben
Joseph wurde als Sohn des Landgrafen Prosper von Fürstenberg-Stühlingen (* 12. September 1662; † 21. November 1704) und der Gräfin Sophie von Königsegg-Rothenfels geboren. Nach dem frühen Tod des Vaters übernahmen seine Onkel und Vettern die Vormundschaft – unter ihnen Anton Egon.
Joseph begann seine höhere Ausbildung 1710 an der Jesuitenakademie in Pont-à-Mousson, setzte sie dann in Straßburg mit dem Studium der Philosophie und der Rechtswissenschaften fort und beendete sie 1718 in Utrecht.
1716 – nach dem Aussterben der Linie Fürstenberg-Heiligenberg – wurde Joseph mit den anderen männlichen Nachkommen der Linien Fürstenberg-Mößkirch und Fürstenberg-Stühlingen in den Reichsfürstenstand erhoben.
Joseph verlegte am 31. Oktober 1723 seinen Herrschaftssitz vom Schloss Hohenlupfen bei Stühlingen in das Schloss Donaueschingen in Donaueschingen, das von nun an Residenzstadt der Fürstenberger blieb. Am 30. August 1735 folgte er seinem Onkel, Froben Ferdinand, im Amt des kaiserlichen Prinzipalkommissars, wozu ihn Kaiser Karl VI. ernannte.
1739 wurde er von Kaiser Karl VI. zum Ritter des Orden vom Goldenen Vlies ernannt.

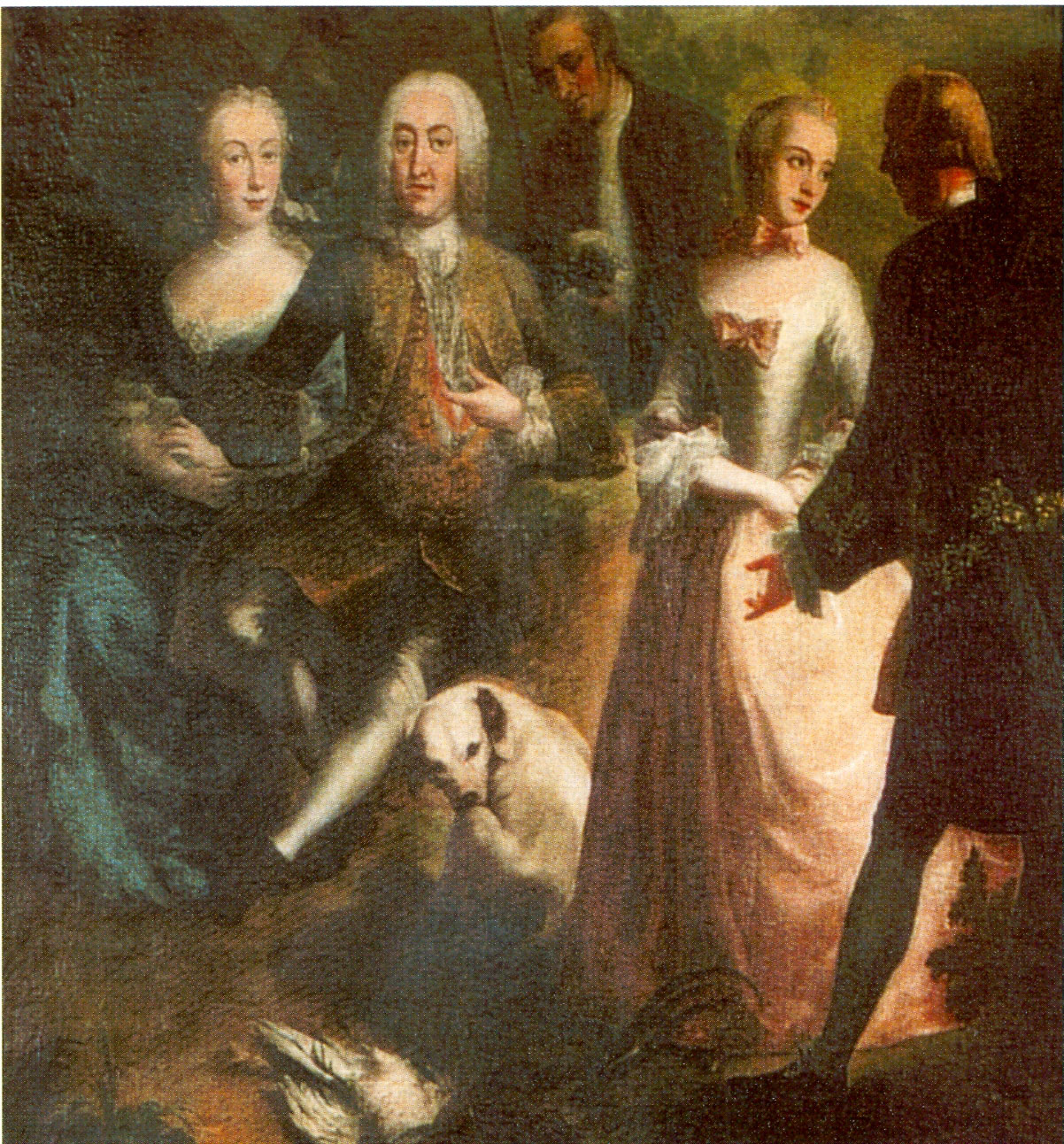
Links Fürst Joseph Wilhelm Ernst und seine erste Ehefrau Maria Anna, geb. Gräfin von Waldstein

Maria Theresia enthob ihn 1740 dieses Amtes, in das ihn allerdings 1742 der neu gewählte Kaiser Karl VII. wieder einsetzte. Zudem wurde er Oberhofmeister des neuen Kaisers, was dazu führte, dass seine Frau 1743 aus Böhmen ausgewiesen wurde, nachdem dieses wieder von Österreich erobert worden war.
Nach dem Aussterben der Linie Fürstenberg-Mößkirch beerbte Joseph im Jahr 1744 Karl Friedrich und vereinigte alle fürstenbergischen Lande in Schwaben. Er organisierte eine einheitliche Landesverwaltung und gilt daher als der eigentliche Begründer des Fürstentums.
Als Diplomat Karls VII. versuchte Joseph verschiedentlich Friedensverhandlungen zwischen Bayern und Österreich herbeizuführen und 1745 – nach dem Tod Karl VII. – führte er die Verhandlungen mit dem Vertreter Österreichs, dem Grafen Colloredo, die zum Frieden von Füssen führten. Joseph wurde mit dem Vorwurf konfrontiert, dass er im Hinblick auf die böhmischen Güter seiner Frau in den Verhandlungen zu sehr nachgegeben habe.
Am Münchner Hof wurde er nun auch Kanzler der neu gegründeten „Gesellschaft der Inkas“ und erhielt den Beinamen „der Feste“.
Der neue Kaiser, Franz von Lothringen, ernannte Joseph wieder zum Prinzipalkommissar, gab ihm aber mit Freiherr Karl Joseph von Palm einen Getreuen des Hauses Habsburg als Mitkommissar an die Seite.

## Ehen und Nachkommen

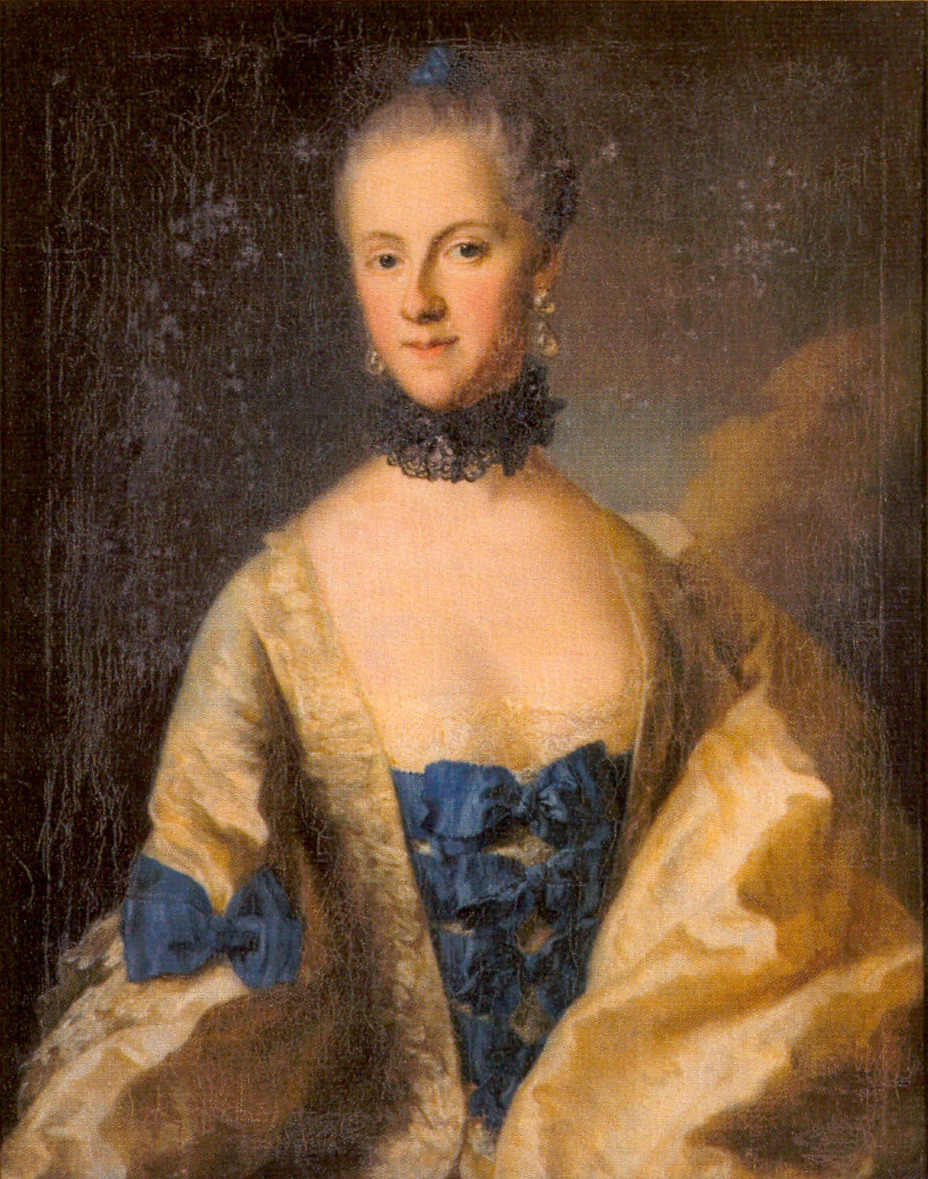
Fürstin Maria Anna zu Fürstenberg, geb. Gräfin von der Wahl, Witwe des Fürsten Joseph Wilhelm Ernst zu Fürstenberg

Joseph heiratete auf Vermittlung seines Onkels Froben Ferdinand am 6. Juni 1723 die Erbin von Pürglitz Maria Anna von Waldstein-Wartenberg (* 22. Februar 1707; † 12. November 1756), Tochter des Grafen Joseph von Waldstein, mit der er acht Kinder hatte:
- Maria Eleonore (* 15. Dezember 1726; † 16. Dezember 1726)
- Joseph Wenzel (* 21. März 1728; † 2. Juni 1783)
- Karl Egon (* 7. Mai 1729; † 11. Juli 1787), Stifter der böhmischen Subsidiallinie in Pürglitz ⚭ Maria Josepha von Sternberg, → Karl Aloys zu Fürstenberg
- Maria Augusta Josepha (* 16. März 1731; † 10. Februar 1770), Äbtissin des Klosters zum heiligen Georg auf dem Hradschin in Prag
- Maria Henriette Josepha (* 31. März 1732; † 4. Juni 1772) ⚭ Fürst Alexander Ferdinand von Thurn und Taxis
- Maria Emmanuele Sophia (* 23. Dezember 1733; † 28. März 1776), Schwester des Carmeliter-Barfüßer Ordens
- Prosper Maria Franz (* 26. März 1735; † 20. April 1735)
- Maria Theresia, Josepha Rosalia (* 4. September 1736; † 8. Mai 1774), Schwester des Ursulinen Ordens

Am 4. Januar 1761 heiratete Joseph in zweiter Ehe die viel jüngere Maria Anna Gräfin von der Wahl (* 22. September 1736; † 21. März 1808, in Meßkirch); diese Ehe blieb kinderlos.